# Blitum
Genre
Blitum est un genre de plantes à fleurs de la famille des Amaranthacées, sous-famille des Chenopodioideae. Il est étroitement lié au genre Spinacia (épinards). Ses douze espèces étaient traditionnellement placées dans les genres Chenopodium, Monolepis ou Scleroblitum. Les espèces du genre Blitum se trouvent en Asie, en Europe, en Afrique du Nord, dans les Amériques et en Australie.

## Description
Les espèces du genre Blitum sont des herbes annuelles ou vivaces non aromatiques. Elles sont glabres ou parfois couvertes de poils vésiculaires stipités, les jeunes plants peuvent être collants.
Les feuilles alternes sont constituées d'un pétiole et d'une simple lame. Les feuilles forment une rosette. Le limbe de la feuille est fin ou légèrement charnu.
Les inflorescences sont constituées de glomérules compacts de fleurs. Les fleurs sont bisexuées ou pistillées. Ils contiennent (1) 3 à 5 segments de périanthe herbacés non carénés, connés uniquement à la base ou presque jusqu'au milieu, parfois absents ; un cercle de 1 à 5 étamines ; et un ovaire avec 2-4 stigmates.
Dans les fruits, le périanthe devient soit succulent, soit sec et dur. Le péricarpe est membraneux et adhère généralement à la graine orientée verticalement, largement ovale à orbiculaire.

## Liste d'espèces
Selon BioLib (19 janvier 2024) :
- Blitum asiaticum (Fisch. & C.A.Mey.) S.Fuentes, Uotila & Borsch
- Blitum bonus-henricus (L.) Rchb.
- Blitum californicum S. Watson
- Blitum capitatum L.
- Blitum korshinskyi Litv.
- Blitum litwinowii (Paulsen) S.Fuentes, Uotila & Borsch
- Blitum nuttallianum Schult.
- Blitum petiolare Link
- Blitum spathulatum (A. Gray) S. Fuentes, Uotila & Borsch
- Blitum virgatum L.
- Blitum × tkalcsicsii (H.Melzer) Mosyakin

Selon NCBI (19 janvier 2024) :
- Blitum asiaticum (Fisch. & C.A.Mey.) S.Fuentes, Uotila & Borsch, 2012
- Blitum atriplicinum F.Muell., 1855
- Blitum bonus-henricus (L.) Rchb., 1832
- Blitum californicum S.Watson, 1874
- Blitum capitatum L., 1753
- Blitum hastatum Rydb., 1901
- Blitum litwinowii (Paulsen) S.Fuentes, Uotila & Borsch, 2012
- Blitum nuttallianum Schult., 1822
- Blitum petiolare Link, 1821
- Blitum spathulatum (A.Gray) S.Fuentes, Uotila & Borsch, 2012
- Blitum virgatum L., 1753

Selon Tropicos (19 janvier 2024) (Attention liste brute contenant possiblement des synonymes) :
- Blitum acuminatum Schur
- Blitum ambrosioides (L.) Beck
- Blitum antarcticum Hook. f.
- Blitum asiaticum (Fisch. & C.A. Mey.) S. Fuentes-B., Uotila & Borsch
- Blitum atriplicinum F. Muell.
- Blitum bonus-henricus (L.) Rchb.
- Blitum botryoides Drejer
- Blitum californicum S. Watson
- Blitum capitatum L.
- Blitum carinatum (R. Br.) Steud.
- Blitum chenopodioides L.
- Blitum crassifolium (Hornem.) Rchb.
- Blitum cristatum F. Muell.
- Blitum exsuccum C. Loscos
- Blitum glandulosum Moq.
- Blitum glaucum (L.) W.D.J. Koch
- Blitum graecizans Moench
- Blitum hastatum Rydb.
- Blitum korshinskyi Litv.
- Blitum litwinowii (Paulsen) S. Fuentes-B., Uotila & Borsch
- Blitum lividum (L.) Moench
- Blitum maius Scop.
- Blitum maritimum Nutt.
- Blitum nuttalianum Schult.
- Blitum nuttallianum Schult.
- Blitum oleraceum (L.) Moench
- Blitum perenne Bubani
- Blitum petiolare Link
- Blitum polymorphum C.A. Mey.
- Blitum pumilio (R. Br.) Steud.
- Blitum rubrum (L.) Rchb.
- Blitum salsum Phil.
- Blitum spathulatum (A. Gray) S. Fuentes-B., Uotila & Borsch
- Blitum tartaricum Mill.
- Blitum terminale Stokes
- Blitum virgatum L.
- Blitum viride (L.) Moench